# Amaseno
Amaseno (IPA: amaˈsɛːno, Masè in dialetto locale) è un comune italiano di 4 057 abitanti della provincia di Frosinone nel Lazio.

## Geografia fisica

### Territorio
Amaseno si trova nella Valle dell'Amaseno, tra gli Ausoni (a est-sud-ovest) e i monti Lepini (a nord).
Tutt'intorno si innalzano le montagne, dai 546 metri del Monte Rotondo, fino ai 1090 metri, del Monte delle Fate. Le parti più alte sono ricoperte da rocce calcaree, mentre sui fianchi ci sono molte macchie di vegetazione. Secondo la Carta Geologica d'Italia redatta dal Servizio Geologico d'Italia il territorio di Amaseno è composto in gran parte da "Calcari con fossili del Turoniano" ed è sufficientemente fertile e adatto per qualsiasi coltura.
Il fiume principale è il fiume Amaseno, che scorre nella valle, prima di dar vita, insieme al fiume Ufente, al fiume Portatore. Virgilio nell'Eneide, menziona il fiume, e lo chiamava con il vocativo "Amasene pater" e "Amasenus abundans".

## Origini del nome
Il nome Amaseno deriva da un piccolo fiume denominato “Amasenus” il quale si ipotizza che potrebbe derivare a sua volta da un nome di città; Amasos. Il nome attuale (Amaseno) gli fu assegnato nel 1872 sostituendo il vecchio nome; San Lorenzo in Campagna, denominata in epoca molto più remota Castrum Sancti Laurentii.

## Storia
Dalle ricerche effettuate sul territorio si può dedurre che Amaseno non sia di origine antica, né romana né tantomeno pre-romana: infatti nel suo territorio non sono mai stati rinvenuti manufatti, lapidi o edifici che attestino l'esistenza di un oppidum o di un vicus di età antica. Secondo una delle ipotesi più accreditate, Amaseno sarebbe nato nel IX secolo e, come molti altri abitati medioevali, anch'esso sarebbe sorto attorno a un monastero. Altri suppongono invece che il centro abitativo che diede origine ad Amaseno si sia formato intorno ad una fortificazione militare. In ogni modo, la prima attestazione scritta dell'esistenza di Amaseno risale al 1125, quando ancora si chiamava Castrum Sancti Laurentii:
(Annales Ceccanenses, cit. in bibliografia)
Nel testo degli Annales Ceccanenses si ricorda come nel 1125 papa Onorio II abbia condotto di persona una spedizione militare in cui prese Trevi e Maenza, incendiò Roccasecca e Giuliano, S. Stefano e Prossedi, e sottrasse (abstulit) San Lorenzo, che all'epoca doveva già far parte dei possedimenti dei Conti di Ceccano. I Conti, vinti, gli giurarono fedeltà. Di San Lorenzo si fa nuovamente menzione per il 1165, quando fu incendiato dalle truppe del re di Sicilia, guidate da Gilberto duca di Gravina e da Riccardo di Esaia:
(Annales Ceccanenses, cit. in bibliografia)
Ricostruito, San Lorenzo nel XIII secolo tornò ad essere possedimento dei bellicosi Conti di Ceccano, che ne fortificarono il castello. Tra la fine del Duecento e i primi del Trecento passò per breve tempo ai Caetani: Landolfo II dei Conti di Ceccano, con testamento datato 18 agosto 1264, lasciò in eredità S. Lorenzo alla propria moglie Maccalona, ma nel 1297, durante le lotte dei De Ceccano contro i Caetani, Bonifacio VIII confiscò S. Lorenzo e lo diede ai Caetani, suoi parenti. Alla morte di Bonifacio VIII S. Lorenzo ritornò ai Conti di Ceccano: Tommaso II detto “il Mutilo” lo tenne fino al 1350 circa, quando suo cugino Francesco III gli mosse guerra confiscandogli San Lorenzo assieme a Ceccano e a Ripi.
In seguito San Lorenzo passò ancora ai Caetani, che si erano imparentati coi Conti di Ceccano, ma nel 1419 papa Martino V Colonna lo confiscò a Cristoforo Caetani, duca di Fondi, e lo donò alla regina Giovanna II di Napoli, che a sua volta lo girò a Giordano e Lorenzo Colonna, aggiungendovi anche altri feudi e il Principato di Salerno. Da questo momento si aprì un lungo contenzioso tra i Colonna e i Caetani che costò a San Lorenzo anche un saccheggio, compiuto nel 1556 da Bonifacio Caetani. Dal 1549, proprio a causa del conflitto Colonna-Caetani, l'Ambasciatore spagnolo a Roma aveva preso possesso pro tempore di San Lorenzo, Sonnino e Vallecorsa che rimasero sotto l'amministrazione spagnola fino al 24 ottobre 1591, quando Filippo II di Spagna concesse i tre paesi oggetto di contesa a Marcantonio Colonna, il vincitore di Lepanto. Dal 1591 fino al 1816 San Lorenzo rimarrà feudo dei Colonna e non sarà più oggetto di contese tra i baroni romani.
Queste lotte però avevano alimentato il brigantaggio, di cui San Lorenzo ebbe a patire. Esemplare il caso del brigante Bartolomeo Vallante, detto "Catena" (circa 1550 - 1581), che alternava i suoi regolamenti di conti e le sue grassazioni con i "servizi", perlopiù assassinii, effettuati a pagamento per conto proprio dei signori locali. Costoro, infatti, oltre a laute ricompense in denaro, accordavano ai briganti l'impunità nei propri feudi. Tra i baroni che si valsero dei "servizi" di Catena vi furono appunto anche dei Caetani: Cesare e Pietro, signore di Maenza. Non meraviglia dunque che il brigantaggio abbia conosciuto nella zona un notevole sviluppo proprio nel Cinquecento, in tempo di contese tra baroni. Un tentativo di reprimere il brigantaggio si ebbe con il sanguinario Sisto V: ai suoi tempi "nel breve tratto di strada tra Frosinone e Anagni si videro ben presto erette fino a dodici forche, dove pendevano straziati i corpi dei briganti"  Inoltre San Lorenzo era ubicato non lontano dal confine tra lo Stato Pontificio e il Regno di Napoli: passare il confine permetteva ai briganti di eludere i soldati inviati a combatterli. Famoso nella prima metà del Seicento fu il brigante Domenico Colessa di Aloisio, detto "Papone", che aveva la sua base di operazioni presso Roccasecca, nella contrada Caprile e che cercò addirittura di fondare una repubblica che da lui avrebbe preso il nome di "paponiana". Per debellare Papone, che spesso sconfinava nello Stato Pontificio, il re di Napoli dovette far intervenire più volte l'esercito. Nella prima metà del Settecento primeggiò il terracinese Giuseppe Mastrilli (ca. 1710-1750), di famiglia agiata ed ex-seminarista.
In seguito alla rivoluzione francese e con la creazione, nel 1798, della Repubblica gallo-romana, il territorio dello Stato Pontificio fu diviso in otto dipartimenti e la vecchia provincia di Campagna e Marittima formò il dipartimento del Circeo, con capitale Anagni. Caduto il regime repubblicano nel 1799 fu restaurato lo Stato Pontificio, che rimase in piedi fino al 1809, quando fu annesso da Napoleone alla Francia; nella riorganizzazione amministrativa che seguì San Lorenzo rientrò nel Cantone di Vallecorsa, appartenente al Circondario di Frosinone, a sua volta parte del Dipartimento del Tevere. Nel 1815 il Congresso di Vienna restaurò ancora lo Stato pontificio e l'anno successivo il cardinal Consalvi spinse papa Pio VII a decretare l'abolizione dei diritti feudali nello Stato Pontificio, così anche il principe di Paliano Filippo Colonna, ultimo discendente diretto di Marcantonio, rinunciò ai suoi ventisette feudi, compreso S. Lorenzo. Inoltre Pio VII, con il motu proprio del 6 luglio 1816 istituì la delegazione apostolica di Frosinone. Una lettera della delegazione, risalente al 1837 e oggi conservata nell'archivio storico del comune, attesta come nel 1822 il Consiglio Comunale fosse formato da 18 membri per tre quarti di S. Lorenzo e un quarto di Pisterzo.

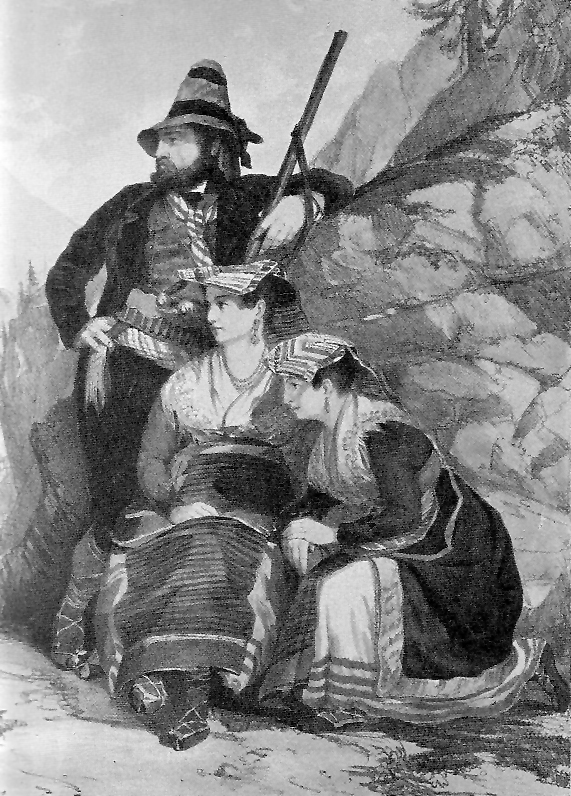
T. Allon, La famiglia brigantesca

Nel frattempo il brigantaggio, che non si era sopito durante il periodo francese, si riacutizzò per l'attività delle bande di Pasquale Iambucci di Vallecorsa (attivo tra il 1812 e il 1814), di Alessandro Massaroni detto "mancinello", anch'egli di Vallecorsa (1814-21), di Giuseppe de Cesaris di Prossedi (1819-20), del famoso Antonio Gasbarrone detto "Gasperone", originario di Sonnino (1814-19) e, infine, di Michele Feodi, arrestato il 16 luglio 1825. Talvolta all'interno di queste bande si trovava anche qualche amasenese. Più spesso ne furono vittime: nel 1864 veniva decretato un «aumento delle forze di gendarmeria in San Lorenzo per giungere all'arresto dei briganti che si aggirano nella zona». E in effetti gli zuavi pontifici effettuarono vari arresti sulle montagne tra Amaseno e Sonnino nel 1865, tuttavia ancora nel 1866 si registra un "ricatto ai danni di due abitanti di San Lorenzo da parte di alcuni briganti". La fine del brigantaggio si sarebbe avuta solo dopo l'Unità d'Italia.
Nel 1849 San Lorenzo fece parte della Repubblica Romana. Il 13 ottobre del 1867, nell'ambito della campagna dell'Agro romano per la liberazione di Roma conclusasi con la battaglia di Mentana, i volontari garibaldini della colonna guidata dal generale Nicotera passarono attraverso il territorio di San Lorenzo. Dopo la Breccia di Porta Pia fu assegnato alla provincia di Roma (allora comprendente quasi tutto il Lazio attuale, tranne Cassino, Sora, Gaeta e la Sabina): circondario di Frosinone, mandamento di Ceccano. Nel decaduto Stato Pontificio erano più di trenta le località chiamate "San Lorenzo", delle quali quattro o cinque nella nuova Provincia di Roma. Con il regio decreto 23-6-1872 San Lorenzo assunse la denominazione e lo stemma attuali. Lo stemma del vecchio comune di "San Lorenzo di Campagna" recava l'immagine del santo patrono. Lo stemma odierno raffigura una torre, simbolo che ricorda l'origine castrense del comune.
Nel 1927 il comune di Amaseno fu distaccato dalla provincia di Roma ed aggregato a quella di Frosinone, istituita pochi mesi prima. In questi anni ancora non era raro nel periodo estivo-autunnale contrarvi la malaria. Nel 1925 ad Amaseno, dove aveva il bacino d'impluvio una palude della valle omonima, si verificò una grave epidemia: su nemmeno 3 000 abitanti addirittura 2.800 risultarono malarici gravi. Durante la seconda guerra mondiale Amaseno fu duramente provato dall'occupazione tedesca prima, e dal bombardamento e dall'occupazione delle truppe alleate poi, che lo occuparono il 29 maggio 1944. In particolare si segnalarono per le loro violenze, spesso ai danni di donne, i militari delle truppe marocchine. In totale furono stuprate nel comune 12 donne.
Anche la collegiata di S. Maria fu colpita da un cannoneggiamento che durò tre giorni. Nel 1945, immediatamente dopo la guerra, si verificò un'endemia di malaria dovuta in una prima ondata al Plasmodium virax, nella seconda al più grave Plasmodium falciparum. Da decenni ormai la malaria ad Amaseno è completamente debellata. Durante la prima Repubblica Amaseno ha fatto parte del bacino elettorale di Giulio Andreotti.

### Simboli
Lo stemma e il gonfalone sono stati concessi con decreto del presidente della Repubblica del 27 giugno 1983.
Nello stemma è raffigurata una torre su una collina, circondata da rose. Fino al 1872 il comune aveva come proprio simbolo la figura di san Lorenzo, con la graticola e la palma del martirio.
Il gonfalone è un drappo partito di azzurro e di rosso.

## Monumenti e luoghi d'interesse

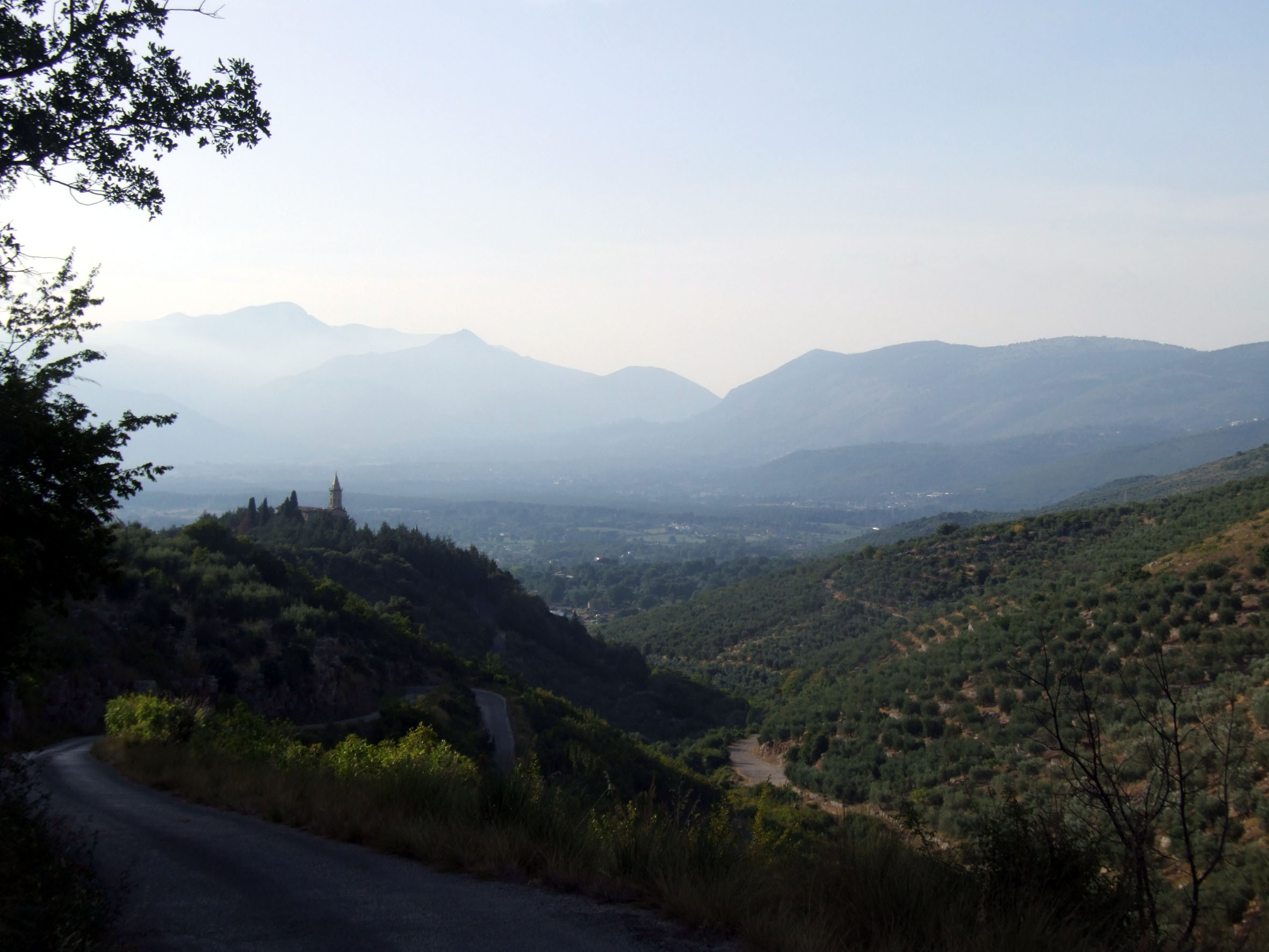
L'Auricola

### Architetture religiose
- Chiesa di Santa Maria Assunta; consacrata nel 1177, fu probabilmente ultimata alla fine del XIII secolo, anno in cui si data il pulpito eseguito da Pietro e Giacomo Gullimari de Piperno (Priverno). La chiesa, che mostra numerose caratteristiche cistercensi, tanto nella pianta quanto nella scultura architettonica, conserva all'interno interessanti opere d'arte medievali e moderne. Possiede, inoltre, il prodigioso Sangue di San Lorenzo martire che si scioglie in occasione della festività (10 agosto)[33].
- Chiesa di San Pietro Apostolo; si fa risalire al XIV secolo, infatti viene nominata in alcuni documenti riguardanti il pagamento delle tasse. Nel corso dei secoli la chiesa subì varie modifiche, fino al 1749. Nel 1944 a causa dei bombardamenti della seconda guerra mondiale fu danneggiata e fu fatta restaurare. Alcune parti della chiesa sono in stile gotico. Possiede tre navate e ha un'abside del XVIII secolo.
- Chiesa di Santa Maria dell'Auricola; si trova sul colle dell'Auricola su un'altura di 270 metri. Risale al XIII secolo, infatti la chiesa viene menzionata in alcuni documenti di papa Onorio II verso l'inizio del XIII secolo. Secondo alcune ipotesi, la chiesa fu fondata dai monaci cistercensi. Nel 1893 la chiesa passò nelle mani di alcuni vescovi, che a loro volta l'affidarono a dei padri francescani che la fecero restaurare. Come molte altre chiese del territorio, subì molti danni nella seconda guerra mondiale. Ora la chiesa è in mano alla Curia di Ferentino.
- Chiesa di San Rocco; questa fu costruita come voto durante all'epidemia di peste che colpì la popolazione di Amaseno nel XVII secolo. Il campanile è del 1927, mentre la statua di San Rocco è del XVII secolo.
- Chiesa dell'Annunziata, fu costruita nel XIII secolo, poiché è fatta in stile gotico. Anche questa chiesa è stata in parte distrutta nella seconda guerra mondiale.
- Chiesa di San Sebastiano; sorge nel centro storico e viene menzionata per la prima volta nel Inventario di Onorato Caetani del 1491. È di piccole dimensioni e fu fatta restaurare nel 1888. All'interno vi è una statua di San Sebastiano scolpita da Giuseppe Apponi nello stesso anno della ristrutturazione. La statua raffigura San Sebastiano ferito da frecce, che contempla il cielo.

## Società

### Evoluzione demografica
Abitanti censiti

Da un documento conservato presso l'archivio vescovile di Ferentino, in cui viene riportato un sommario censimento della popolazione diocesana, si ricava che nel 1662 la popolazione totale di Amaseno contava 696 unità, di cui 412 "anime da comunione".
Nel 1828 Amaseno contava 1 852 abitanti.
Soprattutto tra la fine dell'Ottocento e i primi decenni del Novecento, ma anche dopo la seconda guerra mondiale, vi fu una consistente emigrazione, diretta soprattutto verso Canada e Stati Uniti. In una cittadina a 45 km da Chicago, chiamata Chicago Heights, gli immigrati di origine amasenese si sono organizzati in una società: la Amaseno Lodge, le cui riunioni mensili si svolgono in italiano e in dialetto amasenese (oltre che in inglese). La società ha fatto istituire nell'ambito dell'arcidiocesi di Chicago un San Lorenzo Festival consistente in una processione in onore di S. Lorenzo, il patrono di Amaseno, che si tiene ogni anno. Vi partecipano anche donne in costume amasenese e ha come destinazione il St Rocco Oratory di Chicago Heights.

### Etnie e minoranze straniere
Al 31 dicembre 2018 ad Amaseno risultavano residenti 314 cittadini stranieri. Le cittadinanze più numerose erano le seguenti:
- India - 108
- Albania - 89
- Marocco - 80
- Romania - 24

## Cultura

### Biblioteche
- Biblioteca Biblioteca Comunale di Amaseno

### Musica
La banda musicale
La banda musicale è tra le più antiche associazioni del paese, i documenti che possono avvalorare questa dichiarazione risalgono al 1884, anno in cui grazie al consiglio comunale di allora nacque una Società Concertistica ed in seguito due complessi bandistici, legati ognuno alle due società di mutuo soccorso, l'Opera Pia intitolata a San Rocco e il Mutuo Soccorso intitolato a San Lorenzo; i due complessi vissero fino all'inizio del primo conflitto Mondiale.
In seguito nel 1946, venne data origine ad una nuova società denominata “Amici della Musica” il cui primo obbiettivo fu la ricostruzione della banda cittadina. Nel 1980 subentrò L'associazione Banda Musicale “Città di Amaseno”.

### Cucina
- Caciottina di bufala di Amaseno (semplice e aromatizzata): questa pietanza è un formaggio fatto con latte di bufala crudo. Gli elementi tradizionali nella lavorazione di questo formaggio sono l'uso del latte di bufala crudo, il metodo di salatura e come vengono trattate le forme. Per lavorarlo si usano degli attrezzi tradizionali di Amaseno, ovvero la mastella in legno e i vasi di coccio. La caciottina può essere arricchita con frutta secca o peperoncino.
- Vitellina di bufala di Amaseno: questa pietanza è fatta con carne di vitelli maschi allattati con latte alimentare per 90 giorni e si produce prevalentemente in inverno.[40]

## Economia
Il settore più sviluppato è quello dell'allevamento bufalino: 14.000 capi di bestiame in circa 250 aziende. Il prodotto principale è infatti la mozzarella di bufala e ogni anno in luglio si tiene ad Amaseno la "Festa della mozzarella di bufala e dell'agricoltura", giunta nel 2010 alla sua XIV edizione, con degustazioni di mozzarelle e delle carni dei "bufaletti", i vitelli del bufalo. Altri prodotti importanti sono le olive e la marzolina, un formaggio fatto con latte di capra.
Fino alla prima metà del secolo scorso uno dei principali cespiti dell'economia amasenese, oltre all'olio, era la coltivazione del grano. Numerose erano anche le vigne, e si aveva una piccola industria nella tessitura di uno speciale panno di lana, di color rosso sangue, e di tela di lino bianca, che servivano rispettivamente per le vesti e per il copricapo (detto mantricella) tradizionali delle donne amasenesi. Fu importante, prima che s'imponesse l'allevamento bufalino, quello equino.
Il territorio comunale di Amaseno rientra nella zona DOP della mozzarella di bufala campana.
Di seguito la tabella storica elaborata dall'Istat a tema Unità locali, intesa come numero di imprese attive, ed addetti, intesi come numero di addetti delle imprese locali attive (valori medi annui).
|           | 2015                  |                              |                            |                |                       |                     | 2014                  |                | 2013                  |                |
| --------- | --------------------- | ---------------------------- | -------------------------- | -------------- | --------------------- | ------------------- | --------------------- | -------------- | --------------------- | -------------- |
|           | Numero imprese attive | % Provinciale Imprese attive | % Regionale Imprese attive | Numero addetti | % Provinciale Addetti | % Regionale Addetti | Numero imprese attive | Numero addetti | Numero imprese attive | Numero addetti |
| Amaseno   | 216                   | 0,64%                        | 0,05%                      | 414            | 0,39%                 | 0,03%               | 221                   | 418            | 224                   | 429            |
| Frosinone | 33.605                |                              | 7,38%                      | 106.578        |                       | 6,92%               | 34.015                | 107.546        | 35.081                | 111.529        |
| Lazio     | 455.591               |                              |                            | 1.539.359      |                       |                     | 457.686               | 1.510.459      | 464.094               | 1.525.471      |

Nel 2015 le 216 imprese operanti nel territorio comunale, che rappresentavano lo 0,64% del totale provinciale (33.605 imprese attive), hanno occupato 414 addetti, lo 0,39% del dato provinciale; in media, ogni impresa nel 2015 ha occupato poco meno di due addetti (1,92).

## Infrastrutture e trasporti

### Ferrovie
La stazione ferroviaria più vicina è la stazione di Castro-Pofi-Vallecorsa.

### Strade
Amaseno, tramite la Strada Provinciale 3, è collegata a Castro dei Volsci.

### Mobilità urbana
La mobilità extra urbana è garantita dal servizio di trasporto del COTRAL.

## Amministrazione
Nel 1872 cambia denominazione da San Lorenzo ad Amaseno.
Nel 1927, a seguito del riordino delle circoscrizioni provinciali stabilito dal regio decreto n. 1 del 2 gennaio 1927, per volontà del governo fascista, quando venne istituita la provincia di Frosinone, Amaseno passò dalla provincia di Roma a quella di Frosinone.

### Gemellaggi
- San Lorenzello

### Altre informazioni amministrative
- Fa parte della Comunità montana Monti Lepini, Ausoni e Valliva

## Sport

### Società sportive
- Ciclismo: A.S.D. FireFox Team Amaseno
- Calcio:Folgore Amaseno